# Bettina Blumenberg (Schriftstellerin)
Bettina Blumenberg (* 17. Dezember 1947 in Lübeck) ist eine deutsche Schriftstellerin und Übersetzerin.

## Leben
Bettina Blumenberg ist eine Tochter des Philosophen Hans Blumenberg. Sie machte ihr Abitur an der Kieler Gelehrtenschule als eines der ersten Mädchen. Anschließend studierte sie klassische Philologie, Romanistik und Kunstgeschichte. Bis 1979 wirkte sie als Dramaturgin und Regieassistentin am Bochumer Schauspielhaus. Nachdem sie bereits Prosa und Essays in Zeitschriften und Anthologien veröffentlicht hatte, nahm sie 1983 am Ingeborg-Bachmann-Wettbewerb in Klagenfurt teil. Seit demselben Jahr ist sie als Verlagslektorin, Übersetzerin und freie Schriftstellerin in München ansässig.
Bettina Blumenberg erhielt 1984 den Förderpreis zum Marburger Literaturpreis und den Bayerischen Kunstförderpreis im Bereich Literatur.
2019 wurde sie Honorarprofessorin an der Akademie der Bildenden Künste München, wo sie zuvor schon Literatur- und Kunstwissenschaft gelehrt hatte.

## Veröffentlichungen

### Prosa
- Vor Spiegeln. Erzählung. Hanser, München 1983, ISBN 3-446-13792-0.
- Verführung. Erzählung. Hanser, München 1985, ISBN 3-446-14388-2.

### Herausgeberschaft
- François Bellec: Die Entdeckung der Welt. München 2001
- Franco Giorgetti: Geschichte und Entwicklung der Segelyachten. München 2002
- Kathy Phillips u. Paul Smith: Kunst des Yoga. Energie & Harmonie. Mit einem Vorwort von Christy Turlington. Heyne, München 2002

### Übersetzungen
- Anja Schrey, Alleinunterhalter, Manchester 2006
- Anthony Bailey: Vermeer. Berlin 2002
- Tiziana Baldizzone: Hände. München 2003 (übersetzt zusammen mit Bernadette Ott)
- Balthus: Der König der Katzen, Köln u. a. 2003
- Fernando Botero: Boteros Frauen, München 2003
- Erotik in der Kunst des 20. Jahrhunderts, Köln 1992
- Francis Scott Fitzgerald: Diesseits vom Paradies, Zürich 1988 (übersetzt zusammen mit Martina Tichy)
- Charlotte Fiell: Modern chairs. Köln 1993 (übersetzt zusammen mit Jutta Fanurakis)
- Thierry Gandillot: Die Weissberg-Affäre. München 1999
- Philippe Garner: Sixties design. Köln u. a. 1996 (übersetzt zusammen mit Thomas Berg)
- Jean-Claude Gautrand: Brassaï. Taschen, Köln u. a. 2004, ISBN 3-8228-3137-9.
- Jean-Claude Gautrand: Robert Doisneau. Taschen, Köln u. a. 2003
- Michael Gibson: Symbolismus. Köln 1995 (übersetzt zusammen mit Karin Hirschmann)
- Torben Giehler: Torben Giehler. Köln 2004
- James Gurney: Dinotopia. München 1993
- Pierre d’Hancarville: The collection of antiquities from the cabinet of Sir William Hamilton. Köln u. a. 2004
- Mary Heilmann: Farbe und Lust, Ostfildern-Ruit 1997 (übersetzt zusammen mit Christa Häusler)
- Caroline Hobhouse: Kochen ist eine Lebenskunst. Steinhagen 1990 (übersetzt zusammen mit Angelika Feilhauer)
- Penelope Hobhouse: Persische Gärten. München 2005 (übersetzt zusammen mit Hans Griguleit)
- Max Jacob: Das Geheimfach, München 1987
- Henry James: Die Aspern-Schriften, München 2003
- Jeff Koons, Köln 2001 (übersetzt zusammen mit Kimi Lum)
- John Bock, Filme, films, Köln 2007
- Robyn Karney: Audrey Hepburn, München 1993
- Evelyn Fox Keller: Liebe, Macht und Erkenntnis, München u. a. 1986
- Sven A. Kirsten: The book of Tiki, Köln u. a. 2000
- George Kubler: Die Form der Zeit, Frankfurt am Main 1982
- Stanley Kubrick: Das Stanley-Kubrick-Archiv, Köln 2005
- Gilles Lambert: Caravaggio, Köln u. a. 2000
- Guillaume de Laubier: Die schönsten Bibliotheken der Welt, München 2003
- Alain Le Toquin: Die schönsten Gärten der Welt, München 2004
- Lisa Lovatt-Smith: London living, München 1998
- Henri Matisse: Scherenschnitte, Köln 1994
- Dean Morrissey: Schiff der Träume. München 1995
- Léo Moulin: Augenlust & Tafelfreuden. Steinhagen 1989
- Gilles Néret: Angels. Köln u. a. 2004
- Gilles Néret: Description de l'Égypte, Köln 1994
- Gilles Néret: Dessous. Köln u. a. 2001
- Gilles Néret: Devils. Köln u. a. 2003
- Gilles Néret: Edouard Manet. Köln u. a. 2003
- Gilles Néret: Erotica universalis. – Köln
  - 2. From Rembrandt to Robert Crumb, 2000
- Gilles Néret: Eugène Delacroix. Köln u. a. 1999
- Gilles Néret: Henri de Toulouse-Lautrec. Köln 1993
- Gilles Néret: Homo art. Köln u. a. 2004
- Gilles Néret: Peter Paul Rubens. Köln 2004
- Gilles Néret: Pussycats. Köln u. a. 2003
- Gilles Néret: Renoir. Köln u. a. 2001
- Gilles Néret: Salvador Dalí. Köln 1995
- Jan Olofsson: My 60s, Köln 1994
- Jürgen Partenheimer: Border lines, Düsseldorf 1998
- Partners, Köln 2003 (übersetzt zusammen mit Brigitte Kalthoff)
- Reza: Der verborgene Buddha, München 2003
- Simon Schama: Rembrandts Augen, Berlin 2000
- Hans Silvester: Wilde Pferde der Camargue, München 2002
- Donald Spoto: Ein leidenschaftliches Leben, Berlin 1996
- Donald Spoto: Sir Laurence Olivier, München 1992
- Sally Storey: Lichtdesign für Innenräume und Gärten, München 2002 (übersetzt zusammen mit Manfred Allié)
- Laurence Tacou-Rumney: Peggy Guggenheim, München 1996
- Jacques Thuillier: Georges de La Tour, Paris 2003
- Isabelle Vassalo: Zu Gast bei Rodin, München 1998 (übersetzt zusammen mit Wolfgang Glaser)
- William Wegman: Polaroids, München 2002